# Les Champs-Élysées
Pour les articles homonymes, voir Champs Élysées.
Singles de Joe Dassin
Le Petit Pain au chocolat
(1968) C'est la vie, Lily / Billy le Bordelais
(1969)
Les Champs-Élysées est une chanson interprétée par Joe Dassin en 1969. Elle paraît en face B du 45 tours Le Chemin de papa sorti le 15 août 1969.

## Genèse
Les Champs-Élysées est une adaptation française par Pierre Delanoë de la chanson Waterloo Road interprétée par le groupe anglais Jason Crest (en), pour Joe Dassin.

## Paroles
La chanson fait référence à l'avenue parisienne des Champs-Élysées, qui bénéficie durant les années 1960 d'une image chic et élégante. Le narrateur se balade de manière insouciante sur l'avenue et le refrain affirme : « À midi ou à minuit, il y a tout ce que vous voulez aux Champs-Élysées ». Il y rencontre une inconnue qui devient instantanément une idylle : « Hier soir deux inconnus et ce matin, sur l'avenue / Deux amoureux tout étourdis par la longue nuit. »

## Réception
En mai 1969, le titre sort en single avec Le Chemin de papa. Il se classe dans les hit-parades de plusieurs pays, dont les Pays-Bas, et connaît le succès en URSS. 
En France, il s'écoule à plus de 500 000 exemplaires et atteint la 2e place des ventes. Il est utilisé par l'ambassade de France au Japon pour promouvoir le pays. En fin d'année, le chanteur arrive en tête dans le référendum organisé par le magazine Salut les copains auprès de ses lecteurs.

## Classements
| Classement (1969)                       | Meilleure place |
| --------------------------------------- | --------------- |
| Allemagne de l'Ouest (Media Control)    | 31              |
| Belgique (Wallonie Ultratop 50 Singles) | 4               |
| France (IFOP)                           | 2               |
| Italie (Musica e dischi)                | 59              |
| Pays-Bas (Nederlandse Top 40)           | 11              |
| Pays-Bas (Single Top 100)               | 16              |
| Québec (Palmarès francophone)           | 30              |
| Suisse (Schweizer Hitparade)            | 5               |

| Classement (1969) | Position |
| ----------------- | -------- |
| France (IFOP)     | 6        |

## Reprises et adaptations
Joe Dassin, qui pratique plusieurs langues, a notamment chanté ce titre en anglais, en italien, en allemand et en japonais. Jean-Claude Pascal interprète lui aussi une version germanophone. 
Le morceau est repris par les orchestres de Georges Jouvin et Raymond Lefèvre. Il est joué sur scène par le groupe punk rock californien NOFX, qui l'a enregistré en 1997 sur l'album So Long and Thanks for All the Shoes. Il figure sur plusieurs albums de reprises, comme Gentleman Cambrioleur de Garou, sorti en 2009, ou encore Et si tu n'existais pas, album hommage à Joe Dassin d'Hélène Ségara, édité en 2013. En 2014, sort une version jazzy chantée par Zaz et produite par Quincy Jones.
À l'occasion de la Coupe du monde de football 2018, une reprise est publiée par le magazine So Foot.  Les paroles font référence au joueur français N'Golo Kanté qui fait figure d'exemple aussi bien sur le terrain ("il va bouffer Leo Messi") qu'en dehors ("il est petit, il est gentil"). La chanson est largement reprise par les supporters mais aussi par les joueurs de l'Équipe de France de football.
Lors d'un concert de BTS, le 8 juin 2019, au stade de France à Paris, Jungkook chante également le début et le refrain de la chanson, ce qui ne manque pas de séduire les ARMY tout autour du monde. 
En 2022 le chansonnier John Tana a lancé une parodie en Maastrichtois sous le titre Sjans in Visé.

## Dans la culture populaire

### Cinéma
En 2007, la chanson figure sur la bande originale du film À bord du Darjeeling Limited (The Darjeeling Limited) du cinéaste américain Wes Anderson.